# Julius Adam (Maler, 1852)

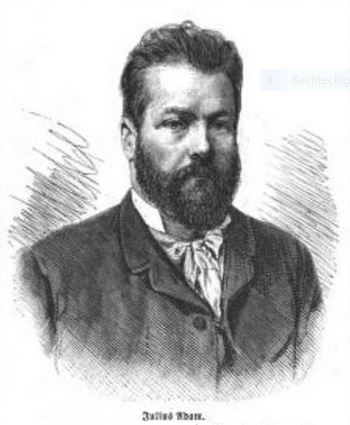
Julius Adam

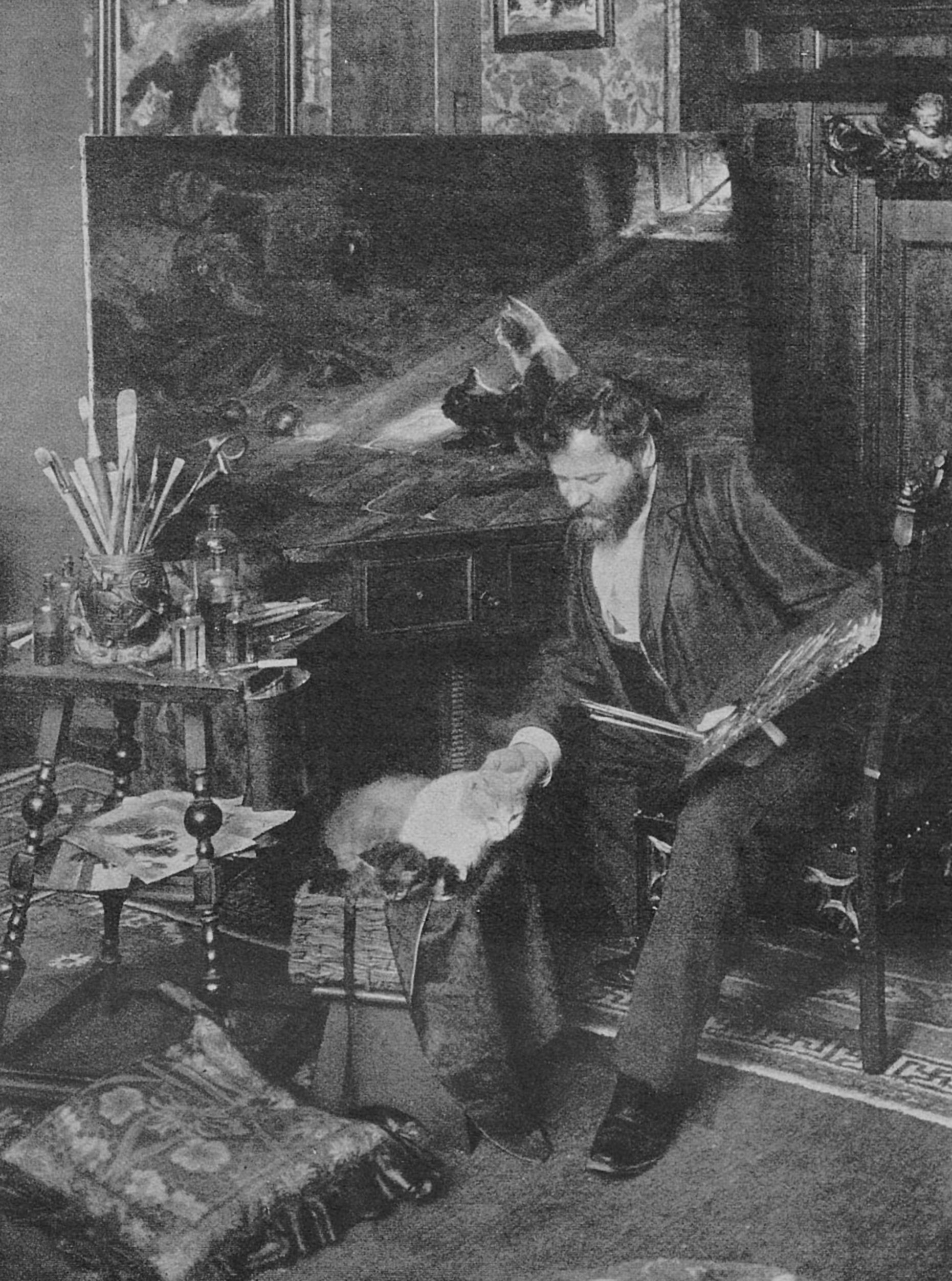
Julius Adam in seinem Atelier, eine Katze malend

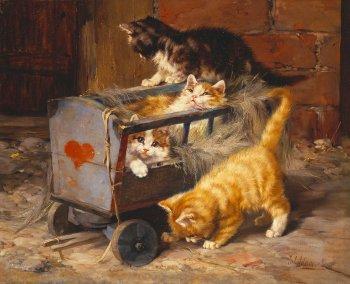
Die Einquartierung, um 1890

Julius Anton Adam, auch Katzenadam oder Katzenraffael, Julius Adam der Jüngere,  (* 18. Mai 1852 in München; † 23. September 1913 ebenda), war ein deutscher Genre- und Tiermaler sowie Lithograf und Fotograf.

## Leben
Julius Adam stammte aus der bedeutenden Münchner Maler-Familie Adam. Der Vater hieß ebenfalls Julius Adam und war Lithograf und Fotograf. Nach der Realschule trat er in das Fotoatelier seines Vaters ein. Er beschäftigte sich zunächst mit der Landschaftsfotografie und arbeitete fast sechs Jahre als Retoucheur in Rio de Janeiro. Anschließend war er Schüler von Michael Echter an der Königlichen Kunstgewerbeschule München. Zur weiteren Ausbildung besuchte er die Münchner Akademie und wurde Schüler von Wilhelm von Diez, bei dem er sechs Jahre blieb. 1882 ließ er sich in München als Genre- und Tiermaler nieder. Ab dieser Zeit entstanden seine erfolgreichen Katzenbilder. 1893 bezog er als Akademieprofessor den Neubau Böcklinstraße 25 in der Villenkolonie Gern, den er von Heilmann und Littmann erwarb. Hier wohnte er bis zu seinem Tod im Jahr 1913.
Adams Katzendarstellungen errangen einen weltweiten Ruf und gelangten vor allem in die Vereinigten Staaten. Seine Werke Mutterglück, Der letzte Bissen, Der Patient, Siesta und Wärmestube wurden 1905 auf der Internationalen Kunstausstellung in München mit einer Goldenen Medaille ausgezeichnet.

## Grabstätte

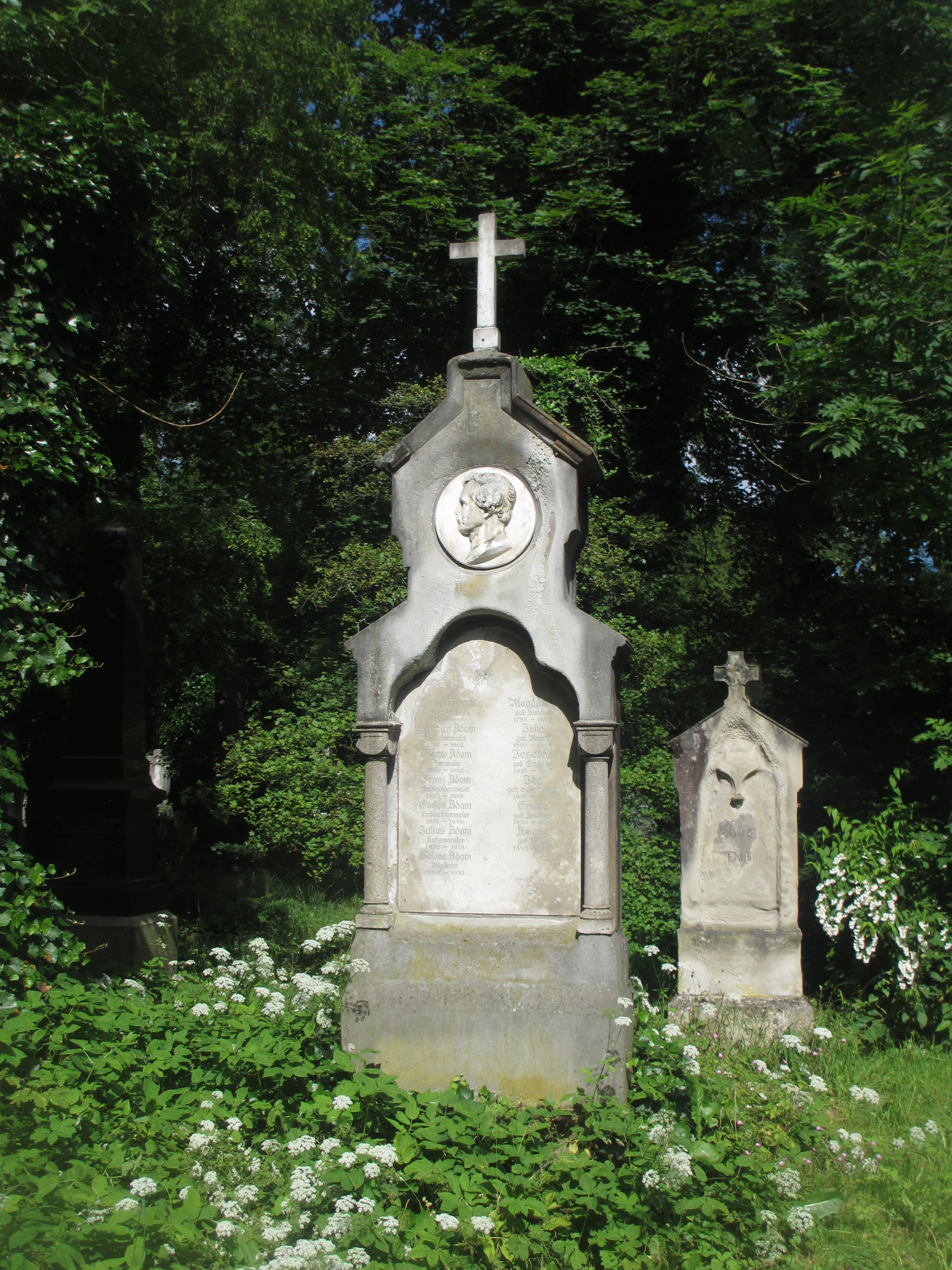
Grab von Julius Adam auf dem Alten Südlichen Friedhof in München

Laut Inschrift auf der Grabstätte von Julius Adams Großvater Albrecht Adam (Julius Adam, Katzenmaler, 1852 – 1913) ist dies auch Julius Adams Grab, das sich auf dem Alten Südlichen Friedhof in München befindet (Gräberfeld 27 – Reihe 1 – Platz 25/26) Standort. Das Grabbuch verzeichnet den Enkel Julius Adam jedoch nicht, so dass fraglich ist, ob sich hier seine sterblichen Überreste befinden oder er nur "in memoriam" erwähnt wird.